# Africa (노래)
〈Africa〉는 1981년 미국의 록 밴드 토토가 네 번째 스튜디오 음반 《Toto IV》로 녹음한 곡으로 1982년 9월 30일 컬럼비아 레코드를 통해 음반의 세 번째 싱글로 발매했다. 이 곡은 밴드 멤버 데이비드 페이치와 제프 포카로가 작곡했다. 소프트 록과 재즈 퓨전 곡에는 사랑과 장소의 주제가 서정적으로 녹아 있다.
비평가들은 그것의 구성과 토토의 공연을 칭찬했다. 이 곡은 미국 빌보드 핫 100 차트에서 1위에 올랐고 이 밴드의 유일한 《빌보드》 차트 1위다. 이 곡은 1주일(1983년 2월 5일) 동안 1위를 지켰다. 〈Africa〉는 영국, 캐나다, 아일랜드, 네덜란드, 뉴질랜드, 스위스에서도 상위 10위 안에 들었다.
이 곡은 1983년에 초연된 뮤직 비디오와 함께 수록되었으며, 이전에 이 그룹과 함께 〈Rosanna〉를 위해 공동작업을 했던 스티브 배런이 지휘했다. 이 비디오에는 토토가 도서관에서 아프리카 문화의 다양한 면을 보여주고 있다. 1980년대와 1990년대 미국 음반 산업 협회에 의해 골드로 인증된 곡으로 인기를 끌었던 〈Africa〉는 빌보드 핫 100에서 51위로 정점을 찍은 미국의 록 밴드 위저의 팬 요청 커버를 포함하여 2010년대 중후반 동안 소셜 미디어를 통해 다시 인기를 얻었다. 그 후 4배 플래티넘 인증을 받았다.

## 인증
| 국가                                                                                         | 인증        | 판매량/출하량 |
| -------------------------------------------------------------------------------------------- | ----------- | ------------- |
| 오스트레일리아 (ARIA)                                                                        | 8× 플래티넘 | 560,000       |
| 캐나다 (뮤직 캐나다)                                                                         | 골드        | 50,000^       |
| 덴마크 (IFPI Danmark)                                                                        | 골드        | 45,000        |
| 이탈리아 (FIMI)                                                                              | 플래티넘    | 50,000*       |
| 뉴질랜드 (RMNZ)                                                                              | 골드        | 10,000*       |
| 영국 (BPI) Physical single                                                                   | 실버        | 250,000^      |
| 영국 (BPI) Digital single                                                                    | 2× 플래티넘 | 1,200,000     |
| 미국 (RIAA)                                                                                  | 6× 플래티넘 | 6,000,000     |
| *판매량을 기반으로 한 인증 · ^출하량을 기반으로 한 인증 · 판매량+스트리밍을 기반으로 한 인증 |             |               |